# 불러도 대답없는 이름이여
"불러도 대답없는 이름이여"는 한국에서 제작된 전응주 감독의 1962년 영화이다. 최은희 등이 주연으로 출연하였고 신상옥 등이 제작에 참여하였다.

## 출연

### 주연
- 최은희
- 김진규
- 도금봉
- 최남현
- 허장강

## 기타
- 조명: 김대진
- 미술: 정우택